# Giusto in tempo per Natale
Giusto in tempo per Natale (Jeszcze przed swietami)	 è un film del 2022 diretto da Aleksandra Kulakowska e Maciej Prykowski.

## Trama
Quando un suo crudele collega boicotta le sue consegne, una fattorina corre contro il tempo per cercare di restituire e fare avere tutti i regali prima di Natale.

## Distribuzione
Il film è stato distribuito sulla piattaforma Netflix a partire dal 06 dicembre 2022.